# SWE3
SWE3 – Svenska Förbundet för amerikansk fotboll, flaggfotboll och landhockey är ett svenskt specialidrottsförbund för amerikansk fotboll, flaggfotboll och landhockey. År 2016 bestod det av cirka 80 medlemsföreningar. Det bildades 1984 som  Sveriges Amerikanska Fotbollsförbund, SAFF och invaldes i Riksidrottsförbundet 1991. Förbundets kansli ligger i Idrottens hus vid Skanstull i Stockholm.
Förbundets uppgift är att främja och administrera amerikansk fotboll inom landet och att företräda sporten utomlands. Förutom Riksidrottsförbundet är det även anslutet till IFAF.
Under år 2020 pågick en process om att bilda ett nytt förbund för flera sporter genom sammangående med Svenska Landhockeyförbundet och Svenska Baseboll- och Softbollförbundet. Under 2021 beslutades det att förbundet skulle gå ihop med Svenska Landhockeyförbundet och förbundet bytte namn den första januari 2022.

## Indelning
Förbundet är indelat i fem distriktsförbund:
- Mellersta Svenska Amerikansk FF
- Norra Svenska Amerikansk FF
- Stockholms Svenska Amerikansk FF
- Södra Svensk Amerikansk FF
- Västra Svenska Amerikansk FF